# می‌دانی حق با توست
«می‌دانی حق با توست» (به انگلیسی: You Know You're Right) نام یکی از ترانه‌های گروه گرانج آمریکایی نیروانا است. این اثر اولین ترانهٔ آلبوم برگزیده آثار گروه به‌نام نیروانا منتشر شده در سال ۲۰۰۲ است و آخرین تک‌آهنگ رسمی گروه محسوب می‌شود.
نسخهٔ نهایی «می‌دانی حق با توست» در ۳۰ ژانویهٔ ۱۹۹۴ در رابرت لنگ استودیوز در سیاتل، واشینگتن واشنگتن ضبط شد و تا سال‌ها پس از مرگ کرت کوبین منتشر نشده بود. این ترانه باعث بروز مناقشه‌های قانونی مابین کورتنی لاو -بیوهٔ کوبین- و اعضای باقیماندهٔ گروه، کریست ناواسلیک و دیو گرول شد. ناواسلیک و گرول می‌خواستند که این اثر در کلکسیون مجموعه آثار گروه منتشر شود اما لاو جلوی این کار را گرفت و با ادعای مالکیت میراث نیروانا با آن‌ها وارد دعوای حقوقی شد.
لاو بر این عقیده بود که «می‌دانی حق با توست» با انتشار در کلکسیون آثار گروه، تَلَف خواهد شد و بهتر است به‌صورت یک سی‌دی جدا و مانند آلبوم ۱ بیتل‌ها منتشر شود. او در دادخواست‌اش از این ترانه با عنوان «آهنگی که به‌صورت بالقوه قابلیت تبدیل شدن به یک کار بسیار پرفروش را دارد» و «یک اثر دارای ارزش فوق‌العادهٔ تجاری و هنری» یاد کرده‌بود و مدیر برنامه‌های او تخمین زده‌بود که ترانه می‌تواند ۱۵٬۰۰۰٬۰۰۰ نسخه فروش داشته‌باشد.
در سپتامبر ۲۰۰۲ دعوای حقوقی لاو با موافقت اعضای نیروانا با ایدهٔ او خاتمه یافت و اعلام شد که ترانه در یک آلبوم برگزیده آثار در پایان همان‌سال منتشر خواهد شد. ام‌پی‌تری ترانه چند هفته قبل از انتشار رسمی آلبوم منتشر شود در اینترنت درز کرد و حتی مدتی از چند ایستگاه رادیویی پخش شد که با اعلام هشدار شرکت منتشرکنندهٔ اثر، پخش رادیویی آن متوقف شد. ویدئوی ترانه با استفاده از ترکیب تصاویر اجراهای زنده و ویدئوهای گروه و به کارگردانی کریس هافنر ساخته شد و بالاخره «می‌دانی حق با توست» در ۸ اکتبر ۲۰۰۲ با موفقیت منتشر شد. ترانه در زمان انتشارش رتبهٔ ۴۵ام جدول «۱۰۰ آهنگ پرفروش روز آمریکا» را به‌خود اختصاص داد و در جدول‌های «ترانه‌های راک مدرن» و «ترانه‌های جریان اصلی راک» بیلبورد در جایگاه نخست قرار گرفت.